# سیارک ۶۶۹۳۹
سیارک ۶۶۹۳۹ (به انگلیسی: 66939 Franscini، نامگذاری:1999WQ8) شصت و شش هزار و نهصد و سی و نهمین سیارک کشف شده‌است که در ۲۸ نوامبر ۱۹۹۹ کشف شد.